# Степной (Калининский район)
Степной — хутор в Калининском районе Краснодарского края. Входит в состав Куйбышевского сельского поселения.

## География

### Улицы
- ул. Будённого.

## История
В 1958 г. указом Президиума Верховного Совета РСФСР хутор Ново-Буденновский переименован в хутор Степной.

## Население
| 2002 | 2010 |
| ---- | ---- |
| 4    | ↘1   |